# Luzaropsis
Luzaropsis is een geslacht van rechtvleugeligen uit de familie krekels (Gryllidae). De wetenschappelijke naam van dit geslacht is voor het eerst geldig gepubliceerd in 1925 door Lucien Chopard.

## Soorten
Het geslacht Luzaropsis omvat de volgende soorten:
- Luzaropsis confusa Chopard, 1969
- Luzaropsis ferruginea Walker, 1869
- Luzaropsis henryi Chopard, 1928
- Luzaropsis mjobergi Chopard, 1926
- Luzaropsis omissa Gorochov, 2003